# Oskar Brandt
Oskar Erik Brandt (* 10. August 1995 in Karlstad, Värmlands län) ist ein ehemaliger schwedischer Biathlet. Er startete ab 2021 regelmäßig im Weltcup, konnte in der Nationalmannschaft aber nie wirklich Fuß fassen.

## Sportliche Laufbahn
Oskar Brandt trat 2014 erstmals bei Jugendweltmeisterschaften an und kam im dortigen Verfolgungsrennen um gut 20 Sekunden an eine Medaille heran, nachdem er im Sprint auf Platz 32 geführt wurde. Danach wurde es ruhig um den Schweden, nach seiner zweiten Junioren-WM-Teilnahme trat er erst im Dezember 2017 wieder bei internationalen Rennen an und gab auf der Lenzerheide sein IBU-Cup-Debüt. Ende 2018 lief er mit der Mixedstaffel erstmals auf ein Podest im IBU-Cup, wobei er das Team, an dritter Stelle laufend, sogar in Führung hielt. Im Gegensatz dazu war Brandt in den bestrittenen Einzelrennen unzuverlässig, vor allem wegen seiner zum Großteil unterirdischen Schießergebnisse. Beim ersten Rennen der Saison 2019/20, einem Sprint in Sjusjøen, lief er bei schlechten Bedingungen trotz zweier Schießfehler auf Rang 5 und damit seinem bis heute besten Einzelresultat. In Abwesenheit der schwedischen A-Mannschaft gab er im Januar 2020 auf der Pokljuka sein Debüt im Weltcup, wurde aber nur 104. des Einzels. Im Folgewinter stieg der Schwede erst im Januar ins Renngeschehen ein, war aber sofort Teil des Weltcupteams und bestritt mit Peppe Femling, Martin Ponsiluoma und Sebastian Samuelsson seine erste Staffel, die er als Siebter abschloss.
Den Winter 2021/22 bestritt Brandt nahezu komplett im Weltcup, kam aber nur in Ausnahmefällen unter die besten 60, was vor allem die unter allen Athleten viertschlechteste Gesamtschießquote von 66 % verursachte. Seine ersten Weltcuppunkte gewann er am Saisonende als 37. im Verfolgungsrennen von Oslo. Einen weiteren solchen ergatterte der Schwede beim Verfolger von Le Grand-Bornand Ende 2022. Nach dem Jahreswechsel wurde er in den IBU-Cup versetzt und erzielte in Osrblie mit der Mixedstaffel einen Podestplatz, in den Individualbewerben blieb er unauffällig. Am Saisonende startete Brandt wieder im Weltcup und erreichte in Oslo das Verfolgungsrennen. Auch in der Saison 2023/24 pendelte er wieder zwischen den Ebenen. Zunächst lief der Schwede im Dezember im Weltcup; nachdem dort aber kein Punktgewinn zustande kam und er in den beiden Staffeln, in denen er eingesetzt wurde, Strafrunden schoss, wurde Brandt in den IBU-Cup versetzt. Dort kam er jedoch mit Ausnahme eines 13. Platzes nicht in die Nähe der vorderen Platzierungen und belegte auch im Sprintwettkampf der EM nur einen enttäuschenden 93. Rang.
Anfang März 2024 gab Oskar Brandt bekannt, zum Ende der Saison vom Leistungssport zurückzutreten. Seine letzten Rennen lief er bei den nationalen Meisterschaften desselben Jahres, bei denen er im Sprint noch einmal die Bronzemedaille gewann.

## Persönliches
Oskar Brandt lebt am Biathlonstützpunkt in Östersund. Er studiert Bauingenieurswesen an der Mittuniversitetet, ebenfalls in Östersund. Brandts vier Jahre jüngerer Bruder Viktor ist ebenfalls als Biathlet aktiv und gewann 2024 mit der Herrenstaffel den Weltmeistertitel.

## Statistiken

### Weltcupplatzierungen
Die Tabelle zeigt alle Platzierungen (je nach Austragungsjahr einschließlich Olympische Spiele und Weltmeisterschaften).
- 1.–3. Platz: Anzahl der Podiumsplatzierungen
- Top 10: Anzahl der Platzierungen unter den ersten zehn (einschließlich Podium)
- Punkteränge: Anzahl der Platzierungen innerhalb der Punkteränge (einschließlich Podium und Top 10)
- Starts: Anzahl gelaufener Rennen in der jeweiligen Disziplin
- Staffel: inklusive Mixed- und Single-Mixed-Staffeln

| Platzierung | Einzel | Sprint | Verfolgung | Massenstart | Staffel | Gesamt |
| ----------- | ------ | ------ | ---------- | ----------- | ------- | ------ |
| 1. Platz    |        |        |            |             |         |        |
| 2. Platz    |        |        |            |             |         |        |
| 3. Platz    |        |        |            |             |         |        |
| Top 10      |        |        |            |             | 3       | 3      |
| Punkteränge |        |        | 2          |             | 4       | 6      |
| Starts      | 5      | 18     | 6          |             | 4       | 33     |

### Weltcupwertungen
Ergebnisse bei Weltcups (Disziplinen- und Gesamtweltcup) gemäß Punktesystem.
| Saison  | Einzel | Einzel | Sprint | Sprint | Verfolgung | Verfolgung | Massenstart | Massenstart | Gesamt | Gesamt |
| Saison  | Platz  | Punkte | Platz  | Punkte | Platz      | Punkte     | Platz       | Punkte      | Platz  | Punkte |
| ------- | ------ | ------ | ------ | ------ | ---------- | ---------- | ----------- | ----------- | ------ | ------ |
| 2021/22 | –      | –      | –      | –      | 74.        | 4          | –           | –           | 97.    | 4      |
| 2022/23 | –      | –      | –      | –      | 76.        | 1          | –           | –           | 95.    | 1      |

### Jugend-/Juniorenweltmeisterschaften
Brandt nahm 2014 an den Jugend- und 2016 an den Juniorenwettkämpfen teil.
| Weltmeisterschaften | Weltmeisterschaften | Einzelwettbewerbe | Einzelwettbewerbe | Einzelwettbewerbe | Herrenstaffel |
| Jahr                | Ort                 | Einzel            | Sprint            | Verfolgung        | Herrenstaffel |
| ------------------- | ------------------- | ----------------- | ----------------- | ----------------- | ------------- |
| 2014                | Presque Isle        | 40.               | 32.               | 4.                | DNS           |
| 2016                | Cheile Grădiștei    | 70.               | 53.               | 58.               | –             |